# Wawel Wirek
Górniczy Klub Sportowy Wawel Wirek – amatorski klub piłkarski z siedzibą w Rudzie Śląskiej.

## Historia
Został założony w Wirku krótko po powstaniu Górnośląskiego Okręgowego Związku Piłki Nożnej. Swoje największe sukcesy odnosił w latach 60. XX wieku: przez jeden sezon w roku 1960 występował na szczeblu II ligi, odnosząc w 22 meczach pięć zwycięstw (nad Stalą Mielec, Stalą Rzeszów, Wawelem Kraków, Górnikiem Radlin i Concordią Knurów) oraz dwukrotnie bezbramkowo remisując (z Cracovią oraz Garbarnią Kraków). Kolejne lata przyniosły stopniowy upadek klubu, do czego walnie przyczyniły się kłopoty finansowe głównego sponsora, Kopalni Węgla Kamiennego „Wanda - Lech” (obecnie wchodzącej w skład KWK „Pokój”).
Prócz sekcji piłkarskiej w klubie działały również m.in., dziś już nieistniejące, sekcje tenisa stołowego oraz piłki ręcznej.
W 2016 trenerem klubu został Tomasz Grozmani.